# Priolo Gargallo
Priolo Gargallo – miejscowość i gmina we Włoszech, w regionie Sycylia, w prowincji Syrakuzy. Położone jest u podnóża gór Climiti.
Według danych na rok 2010 gminę zamieszkiwało 12 148 osób. 12 lipca 1979 uzyskało status oddzielności od Syrakuz.

## Miasta Partnerskie

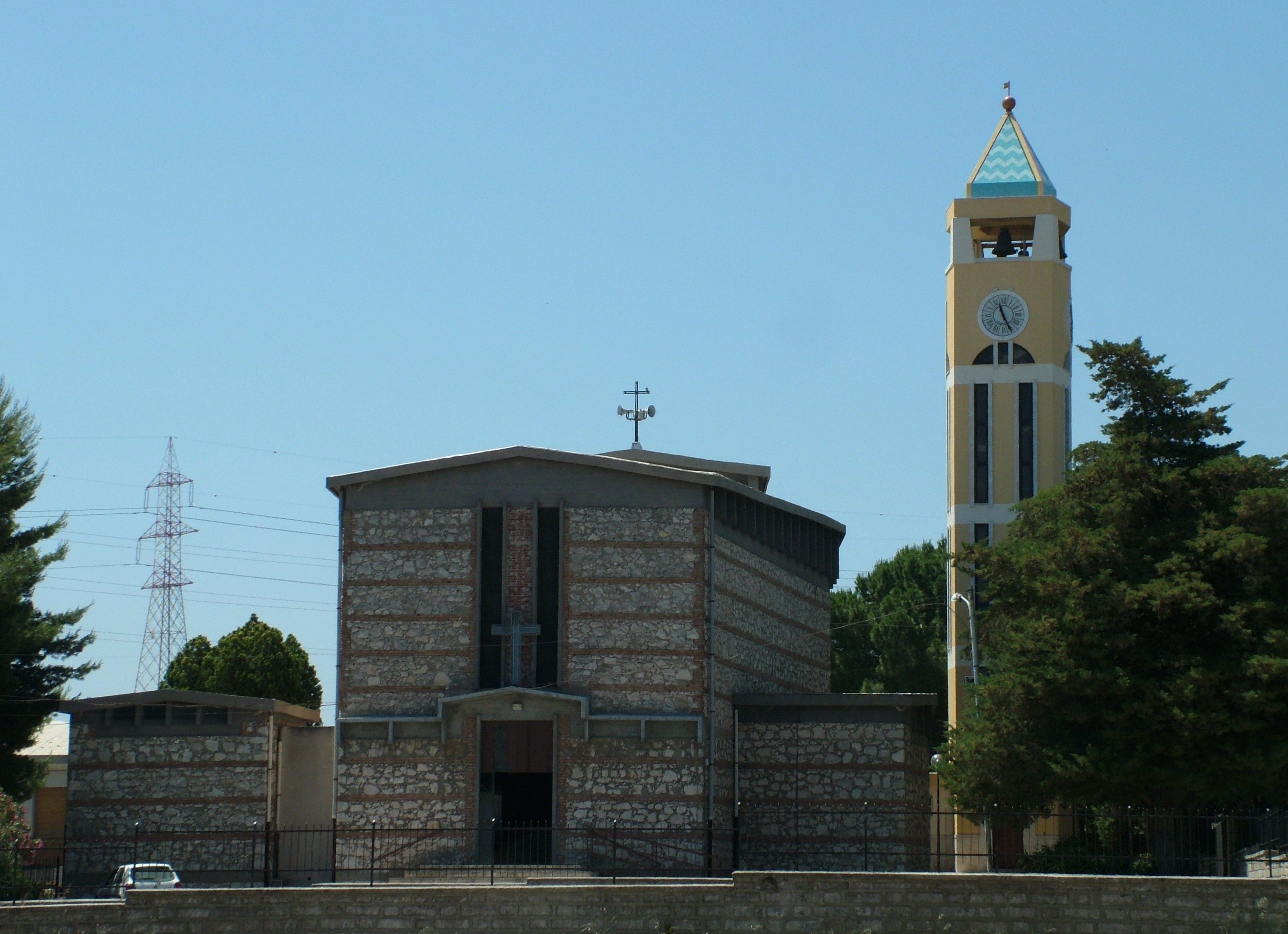
Kościół św. Józefa z Nazaretu w Priolo Gargallo.

Oława (Polska)